# Liotte
 (juin 2022).
Si vous disposez d'ouvrages ou d'articles de référence ou si vous connaissez des sites web de qualité traitant du thème abordé ici, merci de compléter l'article en donnant les références utiles à sa vérifiabilité et en les liant à la section « Notes et références ».
Liotte est un hameau du village de Rivage, situé au confluent de l'Ourthe et de l'Amblève, dans la province de Liège, en Belgique. Sur la rive droite de l'Amblève et faisant face à Pont-de-Sçay, le hameau fait administrativement partie (avec Rivage) de la commune de Sprimont (Région wallonne de Belgique). Avant la redéfinition administrative des communes (1977), Liotte faisait partie de la commune de Comblain-au-Pont.

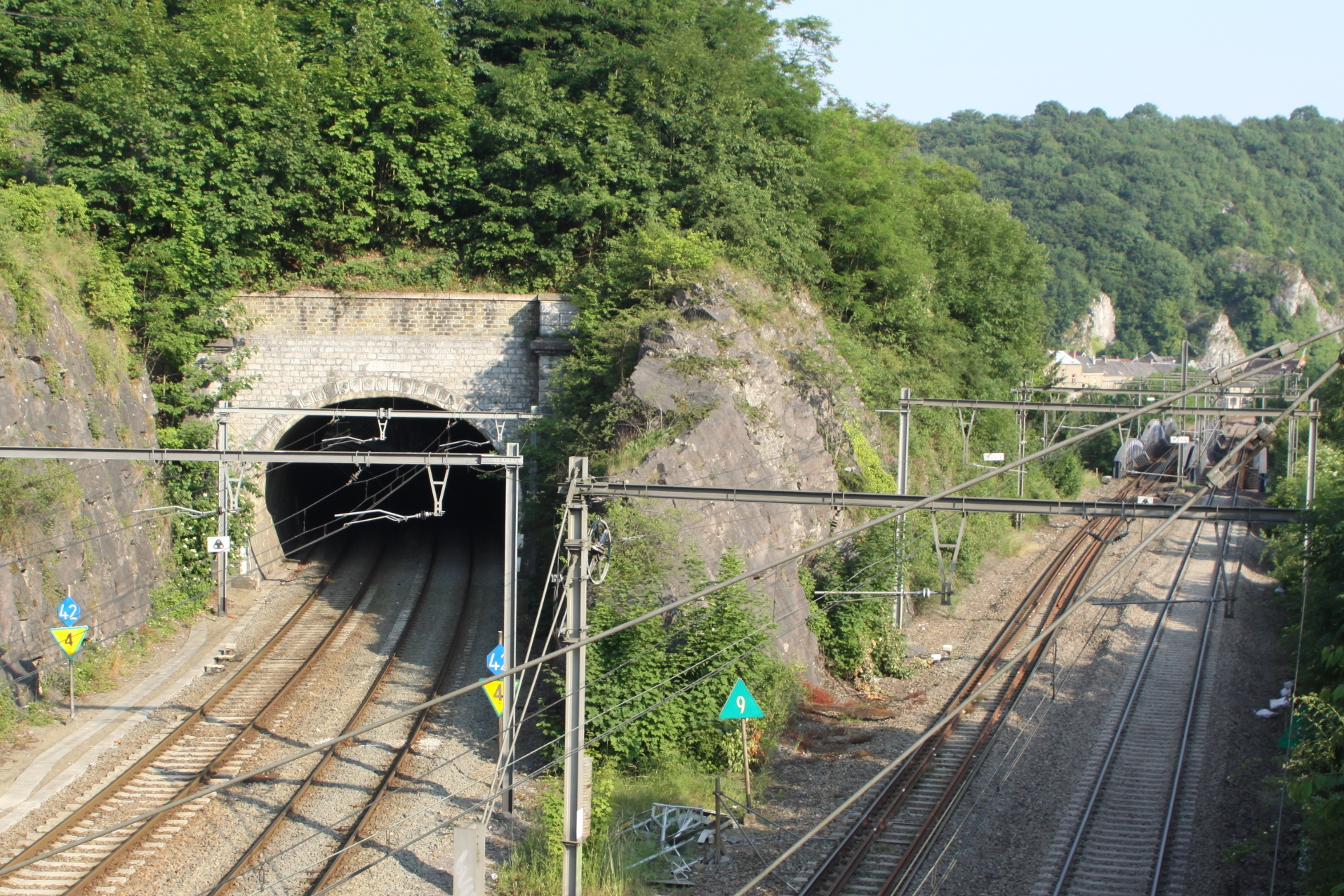
La bifurcation des deux lignes de chemin de fer, à l'entrée de Liotte

Le hameau se situe exactement dans l'angle formé par la bifurcation des deux lignes ferroviaires 43 (Liège-Marloie) et 42 (Rivage à Gouvy-frontière). Sur la rive droite de l'Amblève et immédiatement à la sortie du tunnel de Rivage Liotte avait sa gare (sur la 'ligne de l'Amblève') qui est aujourd'hui fermée aux voyageurs. Le bâtiment existe toujours cependant et est considéré comme exemplaire caractéristique du style architectural ferroviaire de cette région.
Le 'pont de Liotte' relie le petit hameau formé de quelques maisons à Pont-de-Scay, qui lui fait pendant de l'autre côté de l'Amblève.